# Cyclecar
Pour les articles homonymes, voir Cycle et car.
Un cyclecar ou cycle-car (voiture-cycle, en anglais) est une catégorie de voiturette légère de trois ou quatre roues, de moins de 350 kg et 1 100 cm3 maxi, fabriquée essentiellement en Europe et en Amérique du Nord, entre 1910 et la fin des années 1930.
Ce type de véhicule économique était soumis à un régime juridique et fiscal spécifique avantageux d'entre-deux-guerres, avant que les microcars ne lui succède après-guerre. Elles subsistent à ce jour à titre d'automobile de collection ou de quelques modèles de série modernes ou de kit car néo-rétro…

## Historique
En 1910, Robert Bourbeau et Henri Devaux créent à Paris le Bédélia, un véhicule biplace en tandem (le chauffeur est assis derrière le passager) de seulement 150 kg à quatre roues. Doté d'un petit moteur monocylindre lui permettant d'atteindre la vitesse de 60 à 70 km/h, il s'en vendra environ 3 000 avant la Première Guerre mondiale.

Quelques modèles
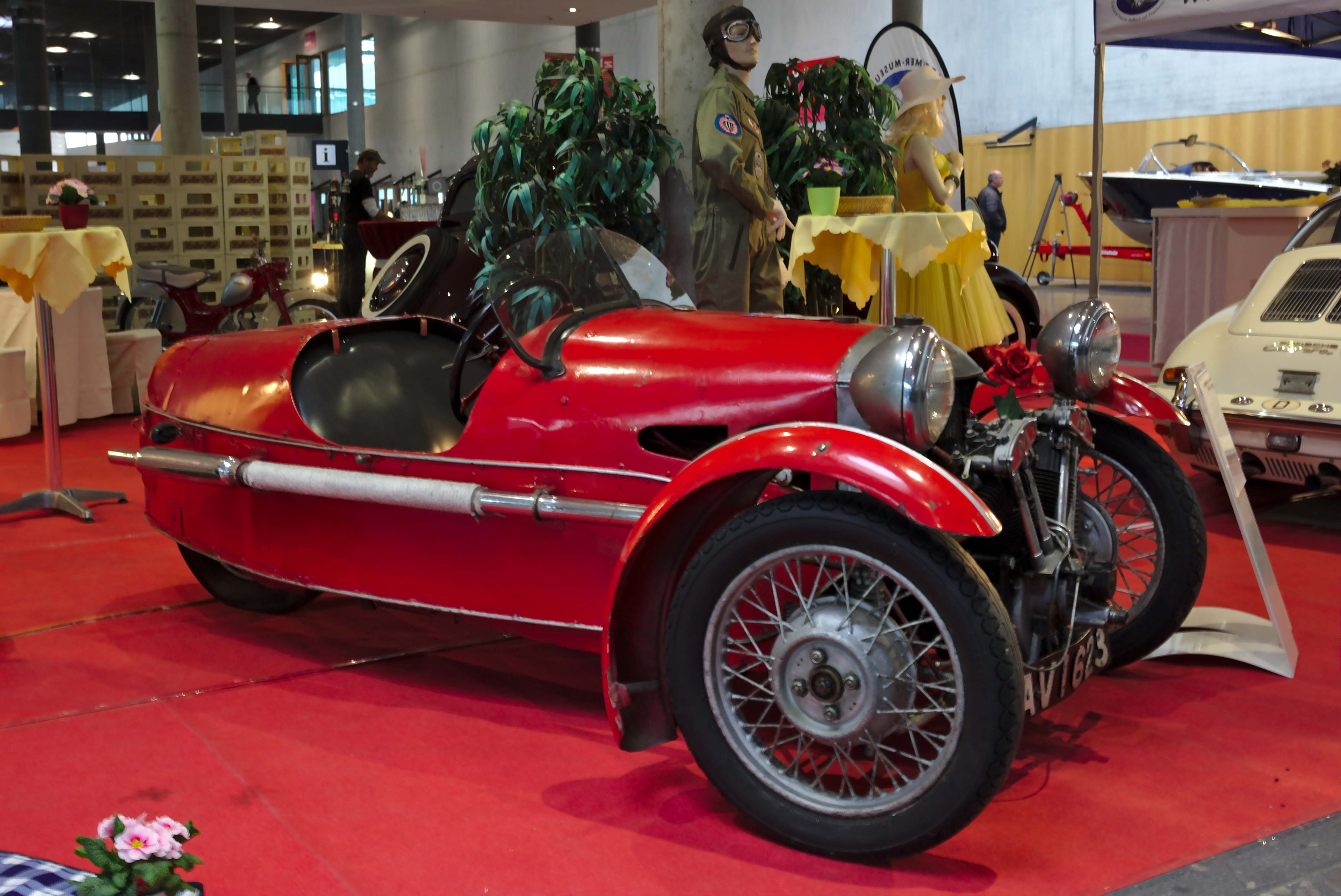
Morgan 3-Wheeler (1909)
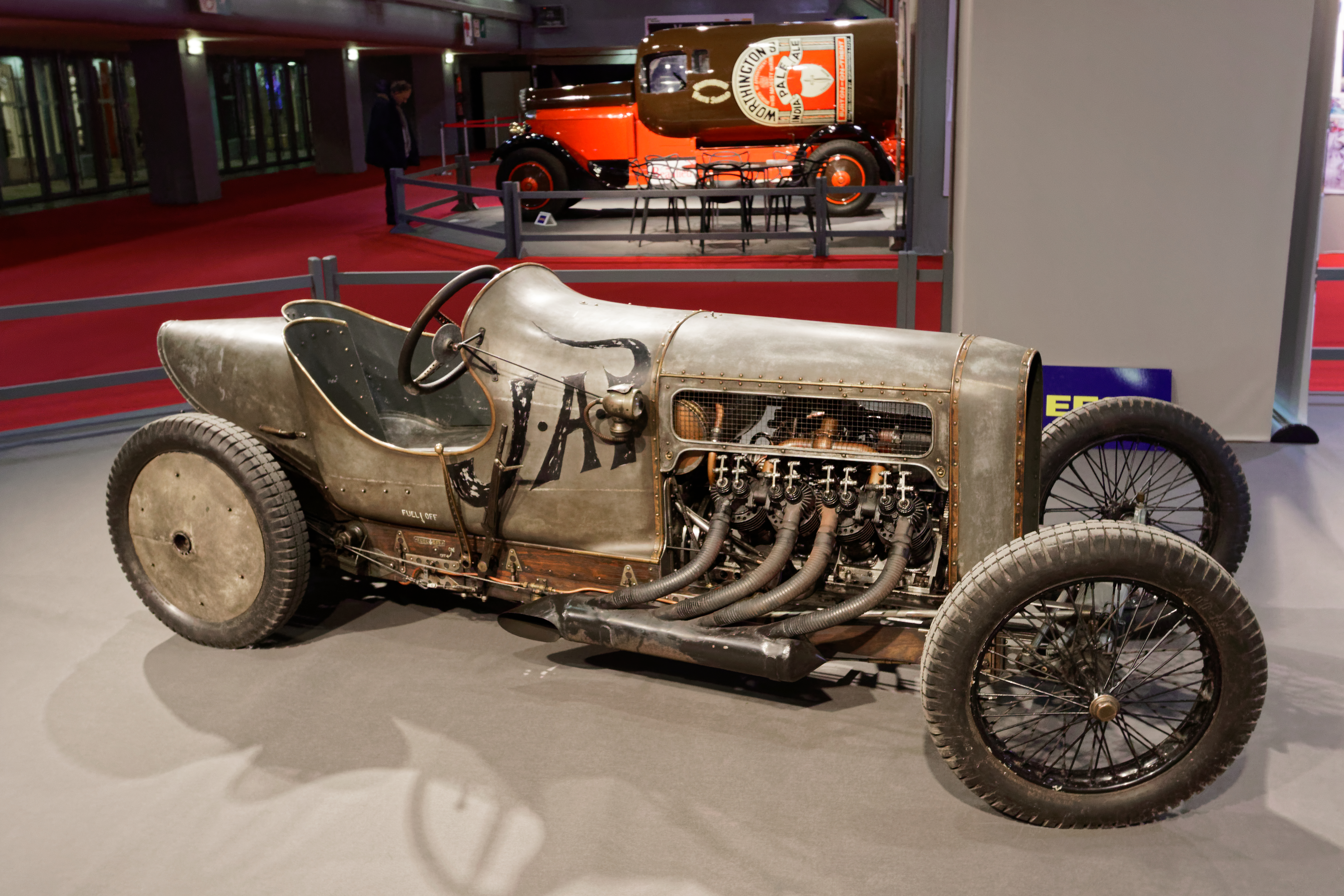
GN V8 JAP de compétition (1913)

Après la guerre, les gouvernements occidentaux cherchent à rendre accessible l’acquisition d'automobiles au plus grand nombre. En France, est considéré comme un « cycle-car » tout véhicule automobile à une ou deux places, pesant au plus 350 kg et dont le moteur présente une cylindrée ne dépassant pas 1 100 cm3. La loi de finances du 30 juillet 1920 fixe une taxe fiscale forfaitaire de 100 francs par an pour les cyclecars,, beaucoup moins que les automobiles. Immédiatement, des petits constructeurs apparaissent et produisent des voitures légères en économisant sur tout pour rester au-dessous la barrière fatidique des 350 kilos. Ce régime fiscal sera supprimé en 1925.

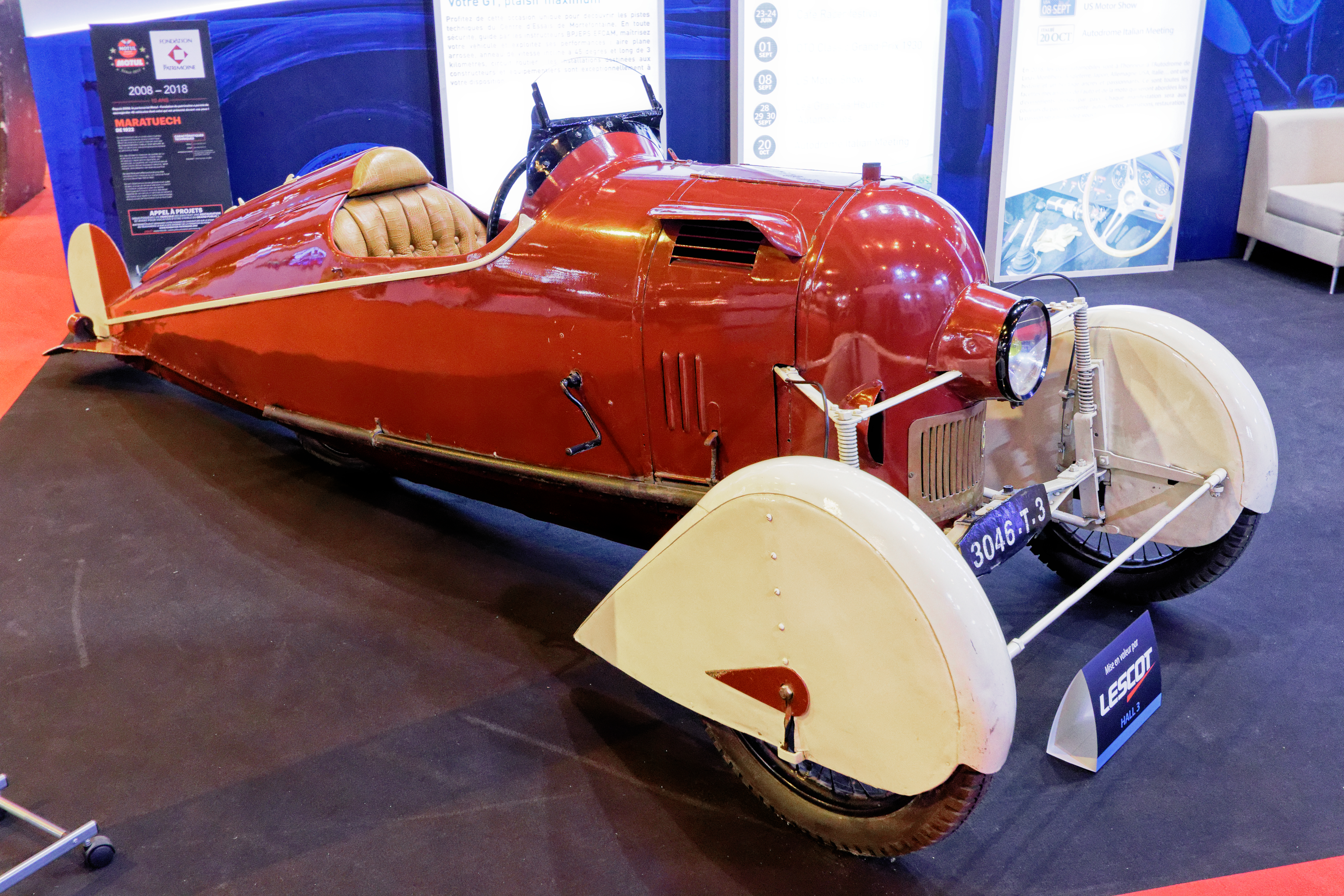
Auto Avion Maratuech (1925)
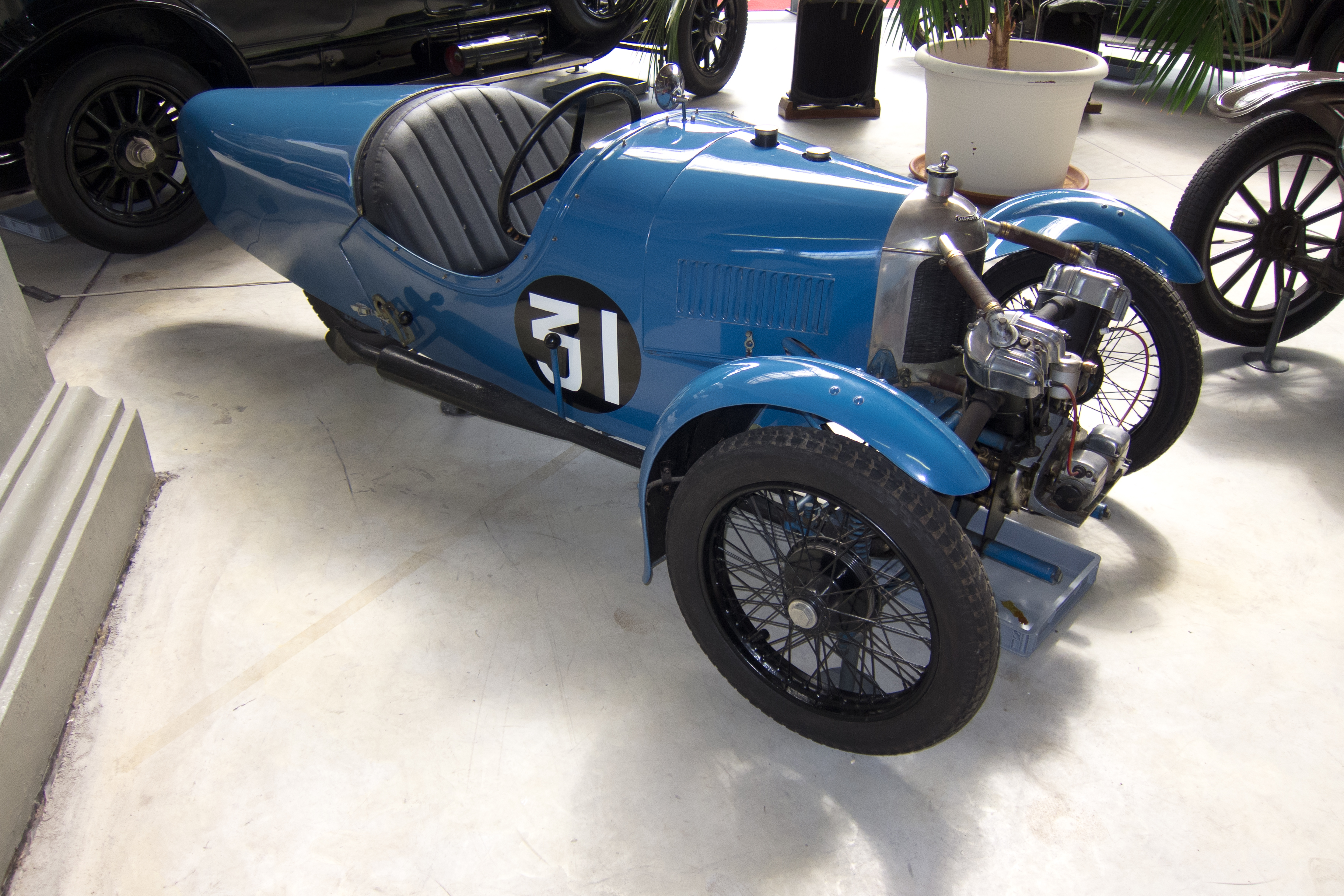
Darmont Spécial (1927)
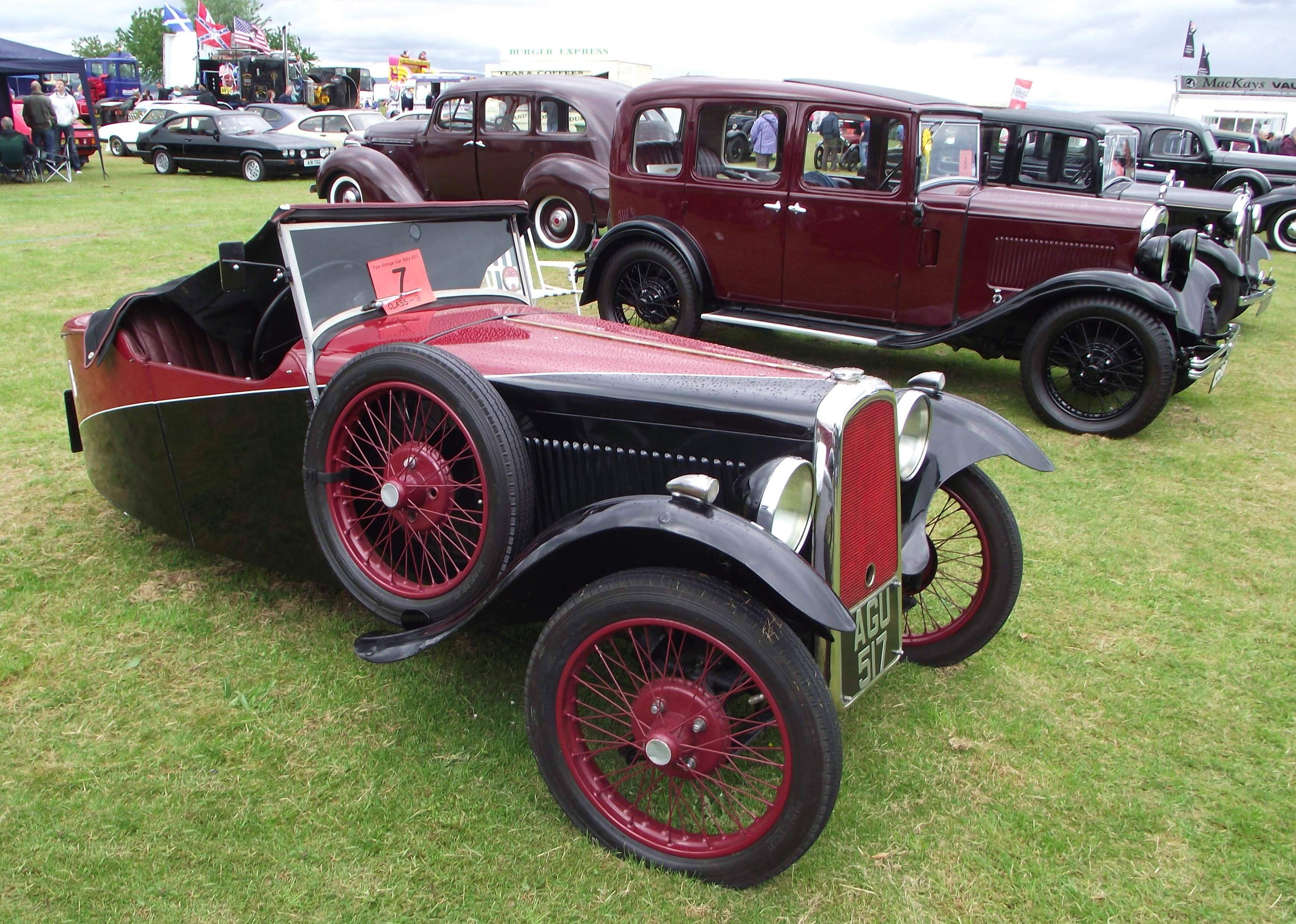
BSA 3-wheeler (1933)
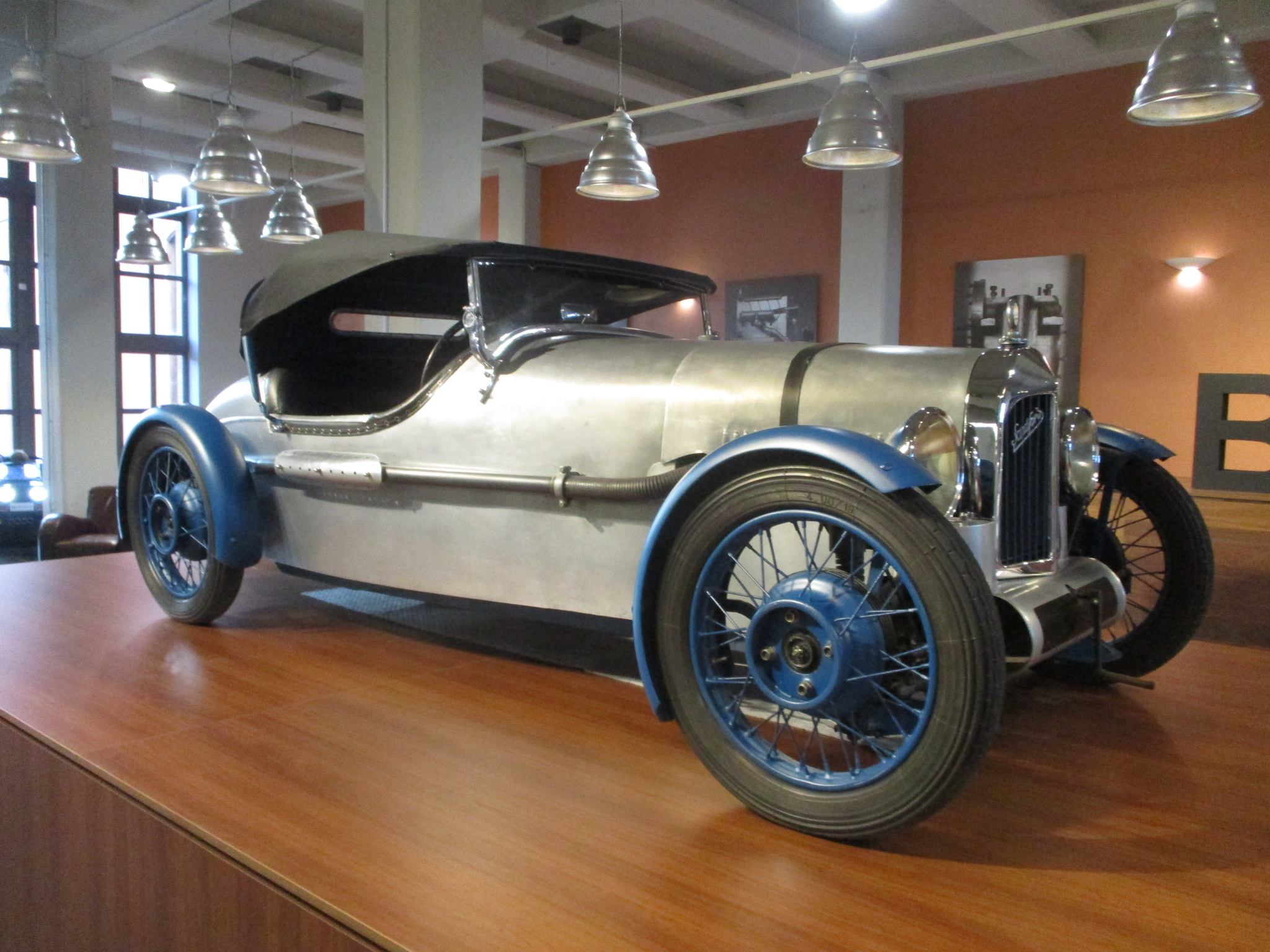
Sandford cyclecar (1934)

Construire un véhicule à trois roues seulement permet d’alléger considérablement l’engin, ceci dispensant non seulement du poids d’une quatrième roue, mais surtout de l’ensemble du pont arrière, c'est pourquoi beaucoup de cyclecars sont des tricycles. Ces véhicules légers étaient motorisés par des monocylindres ou des flat-twin ou bicylindres en V (V-twin) refroidis par air et empruntés, tout comme leur boîtes de vitesses, à la motocyclette.
La marque Darmont était la marque française la plus connue, inspirée des Morgan 3-Wheeler britannique.

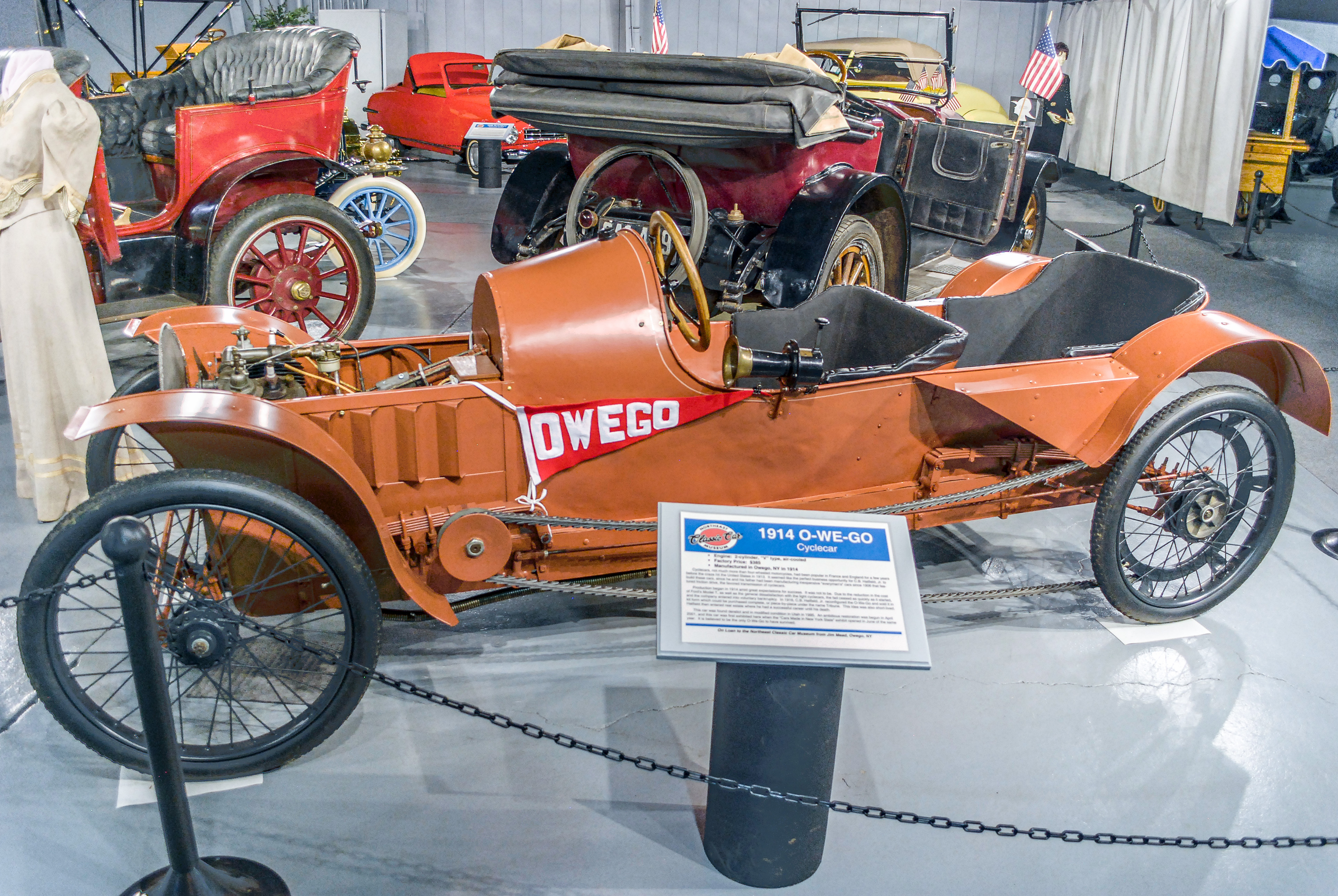
O-We-Go (en)
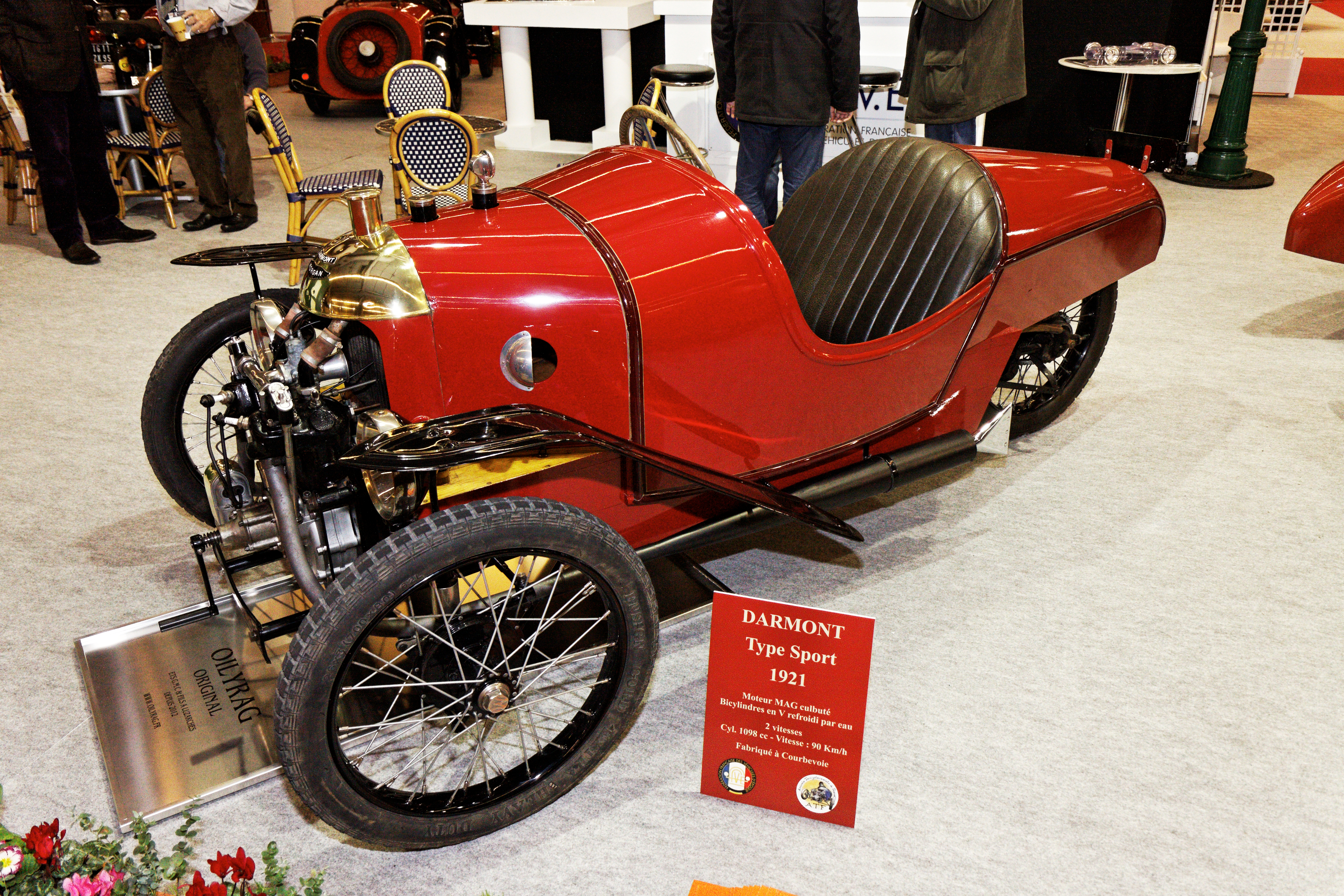
Darmont Type Sport
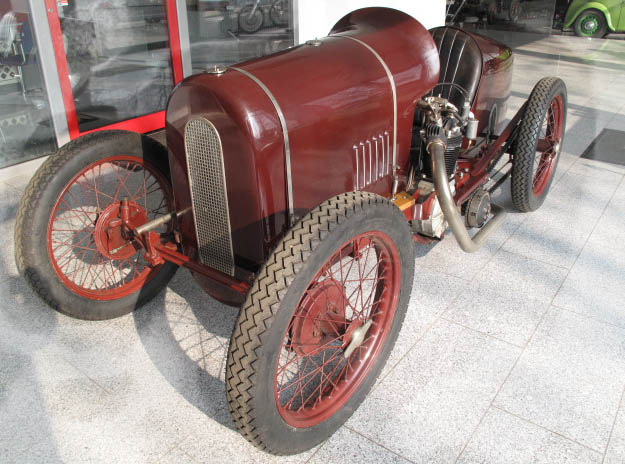
Schasche
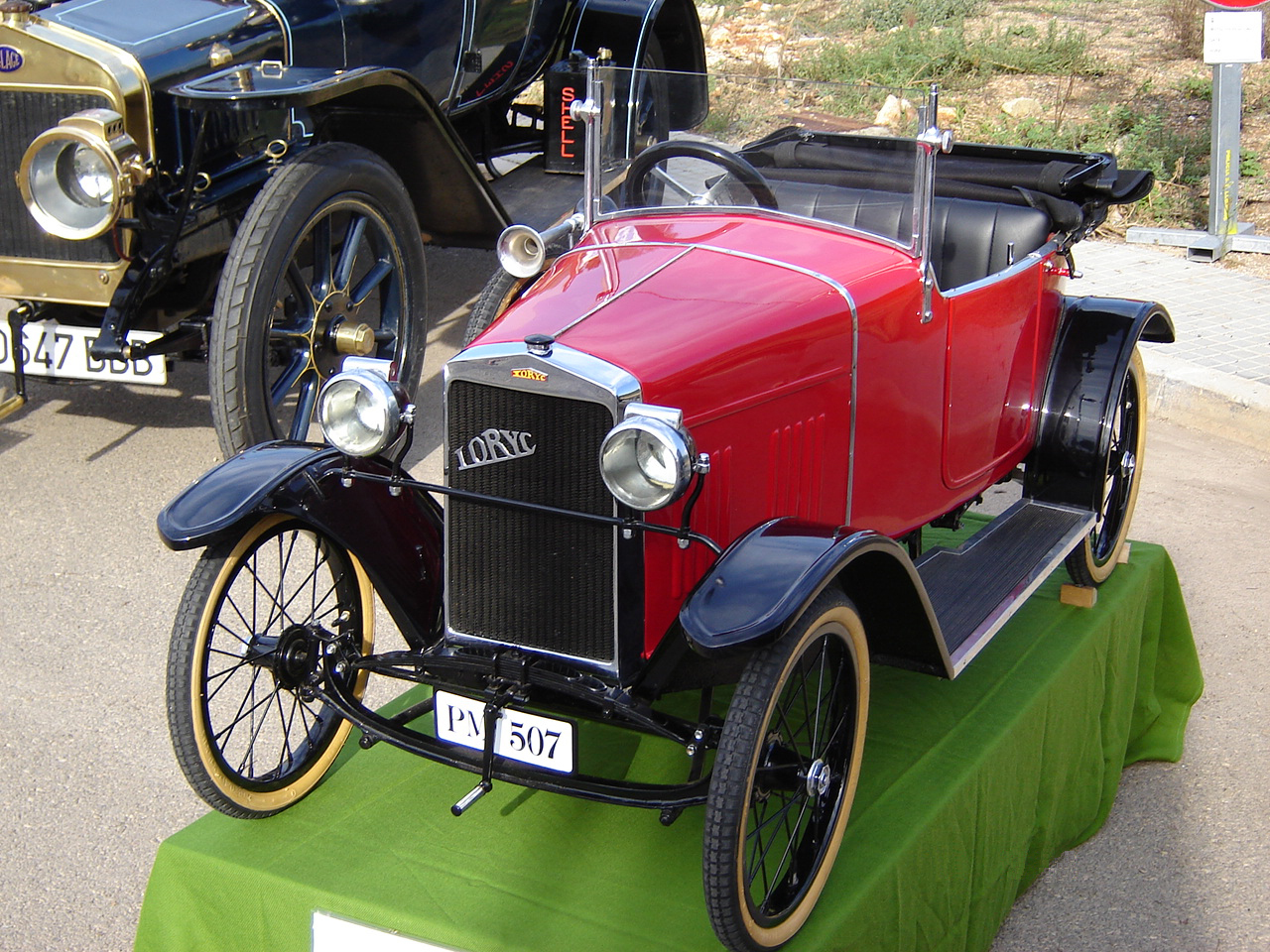
Loryc
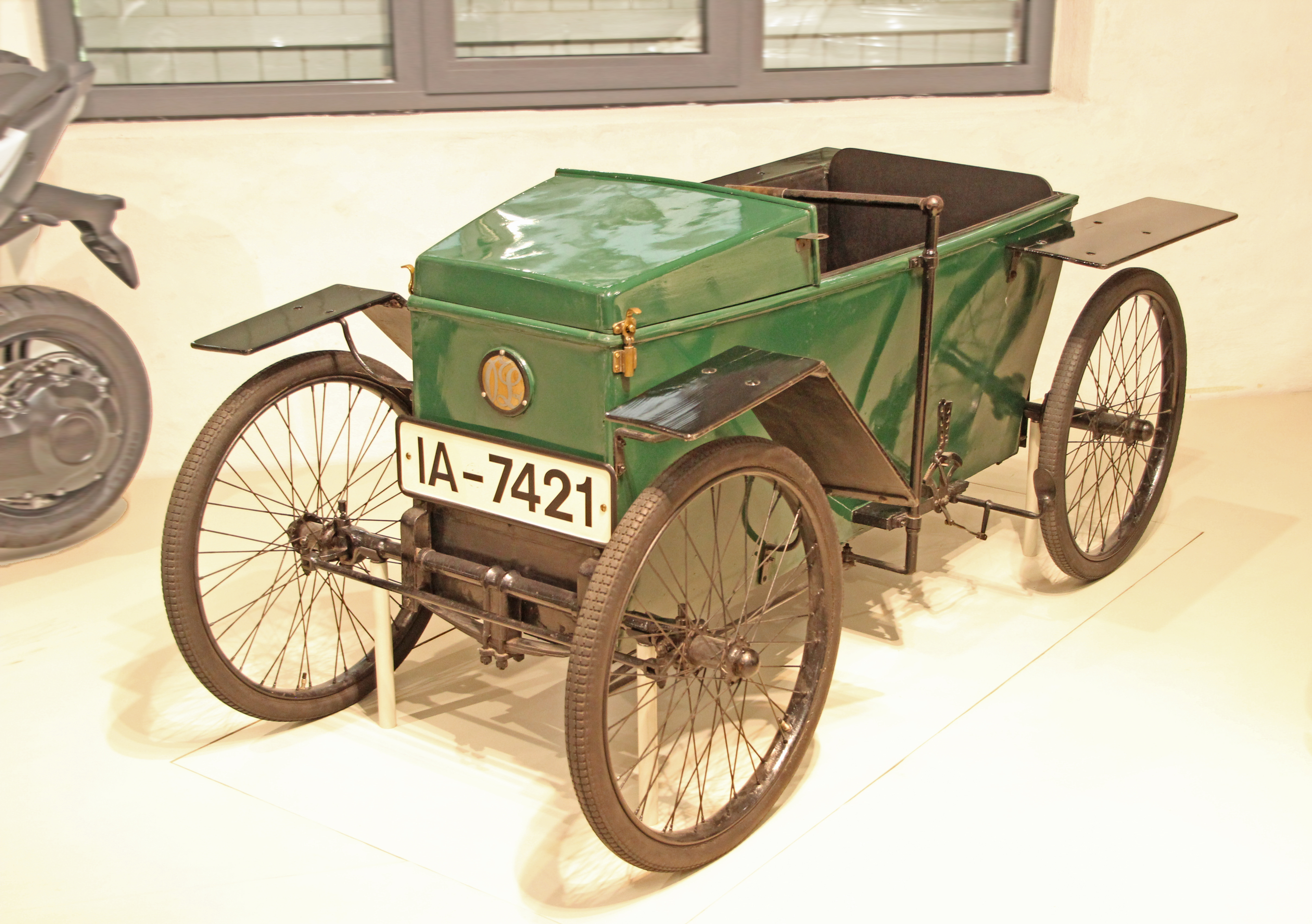
Slaby-Beringer
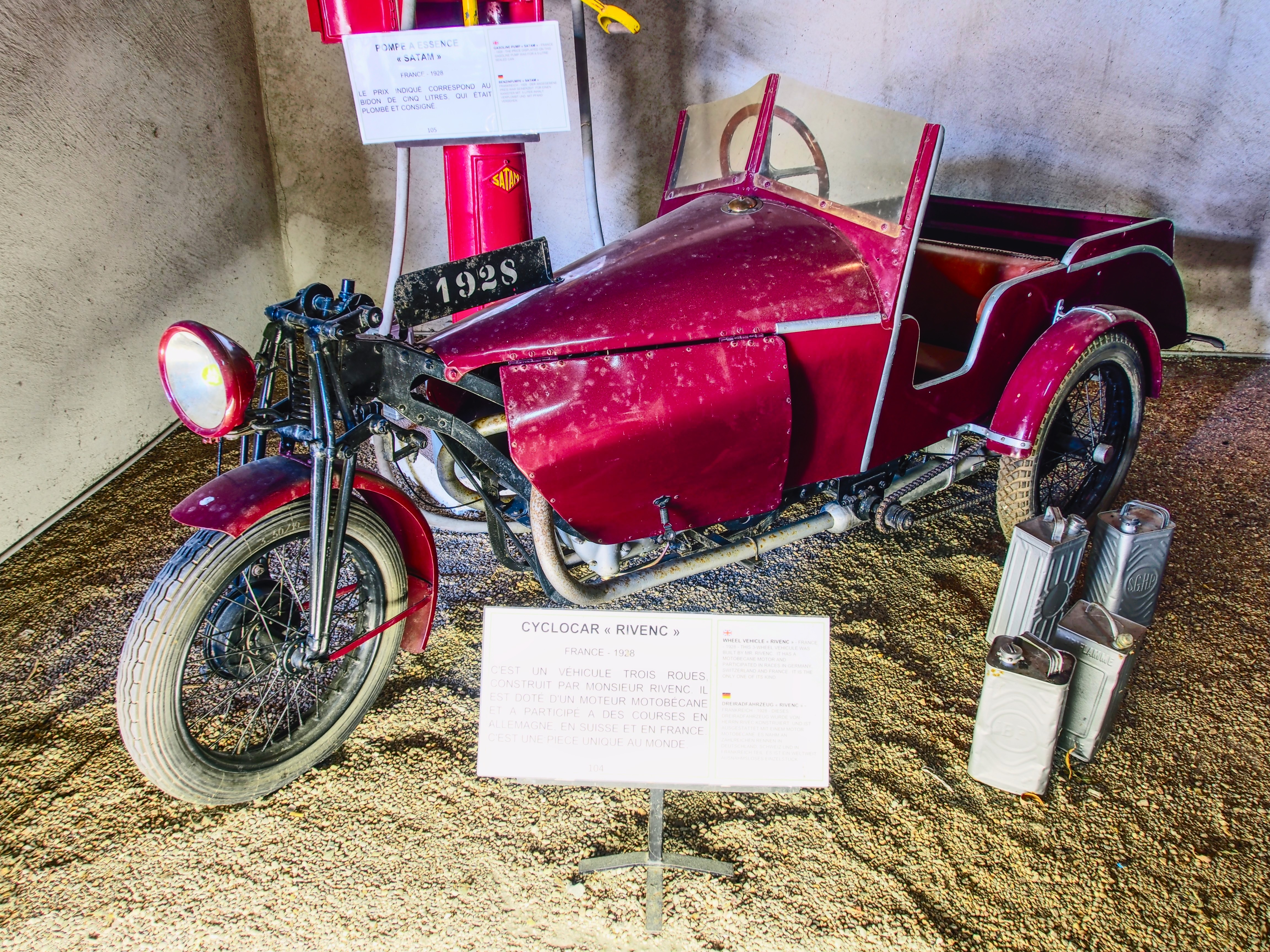
Rivenc
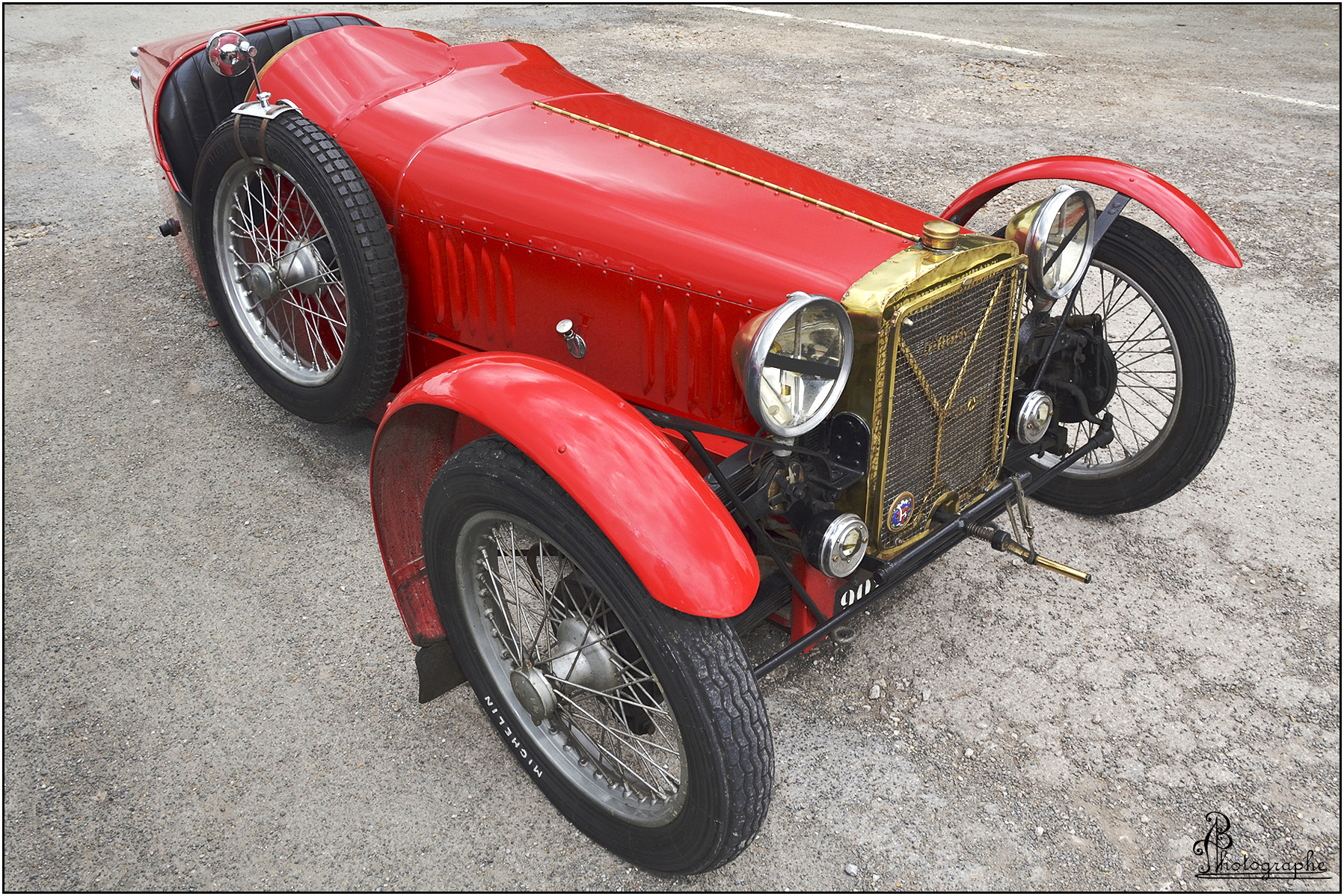
D'Yrsan
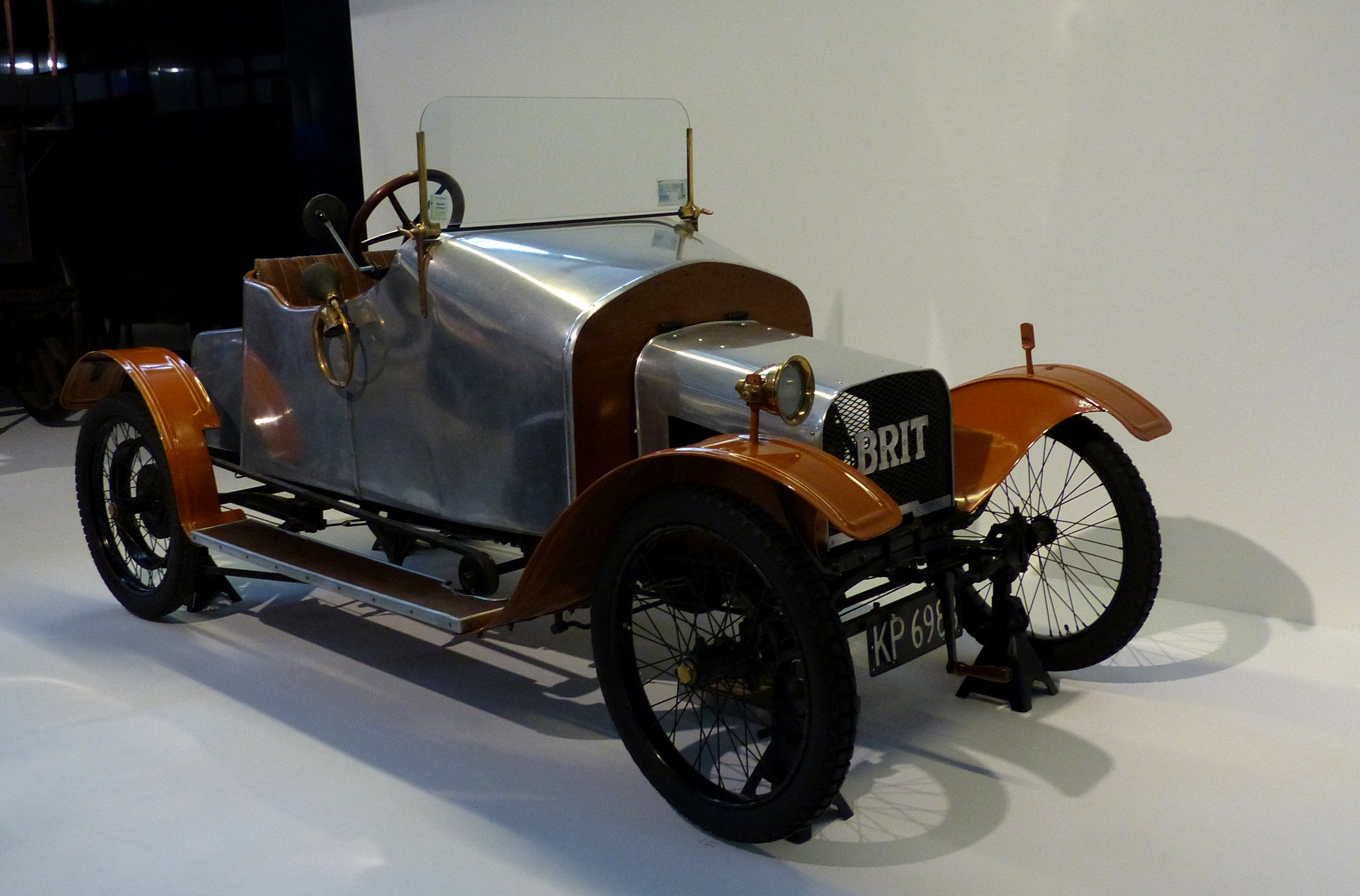
Britannia (cyclecar) (en)
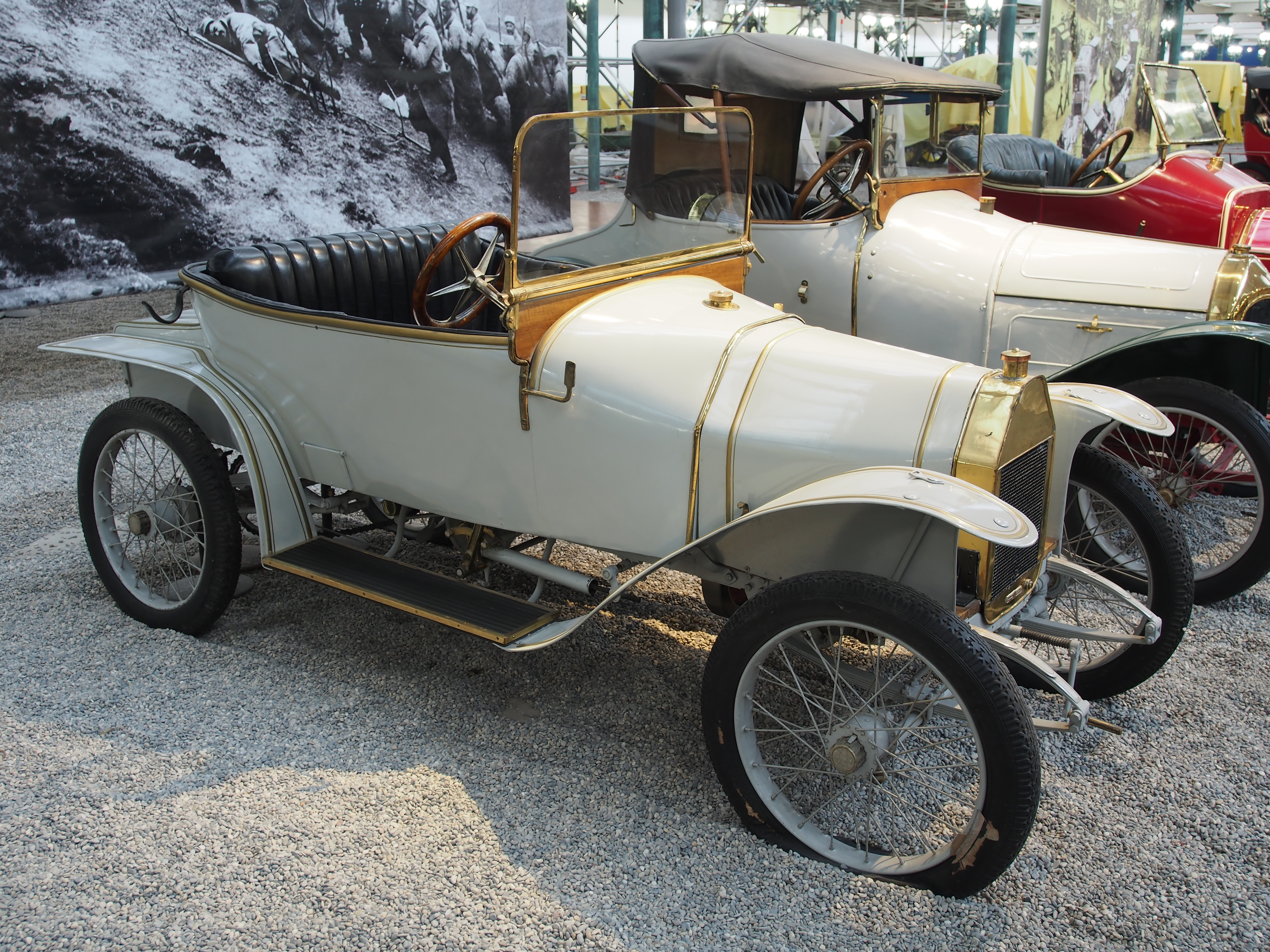
Violet-Bogey
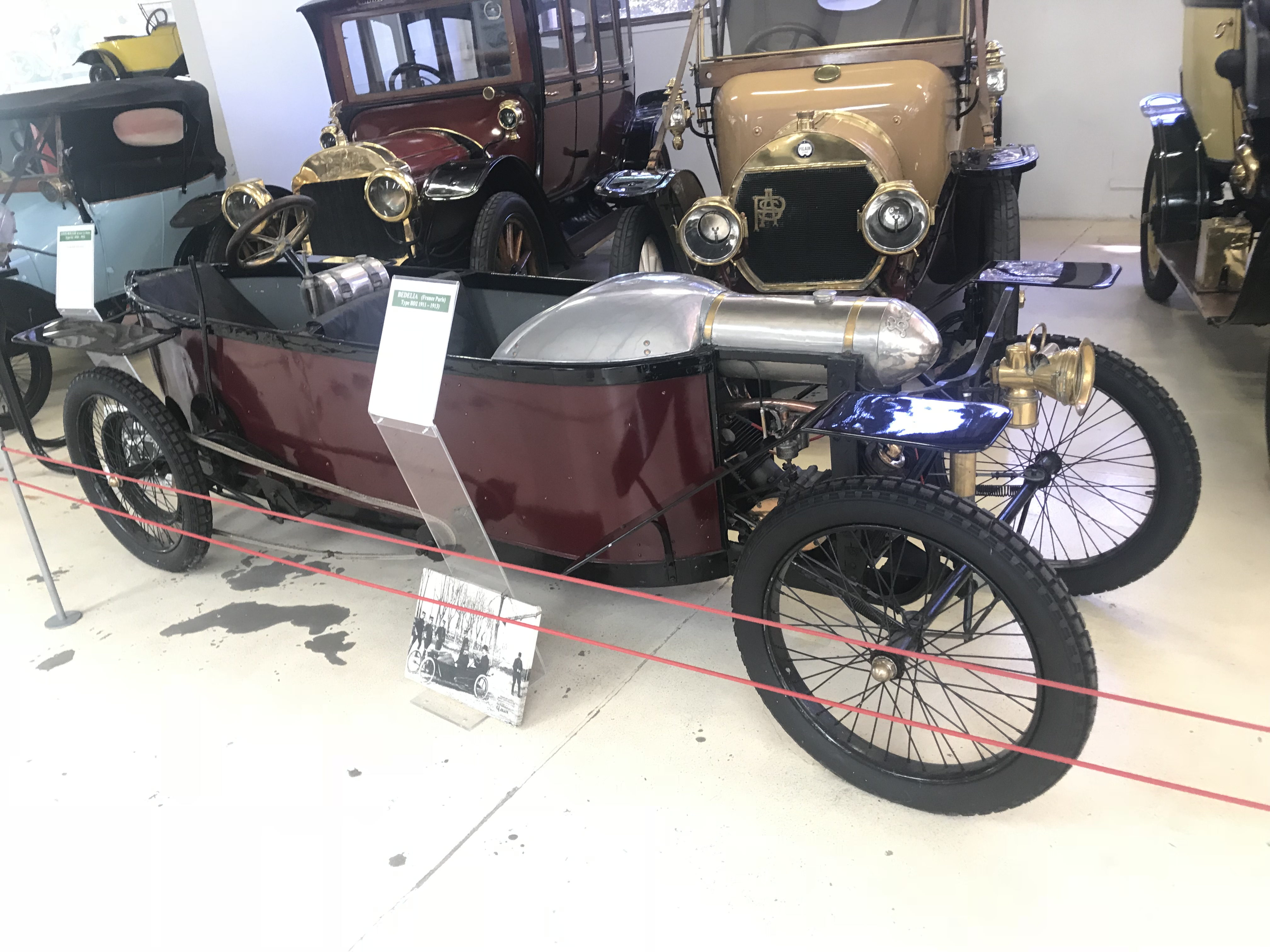
Bédélia BD2

Aux États-Unis et au Canada, l'arrivée de la Ford T, voiture dont le mode de production à la chaîne (fordisme) permet rapidement de baisser considérablement le prix, accélère la fin des petites cyclecars.

Quelques versions de série modernes ou de kit car
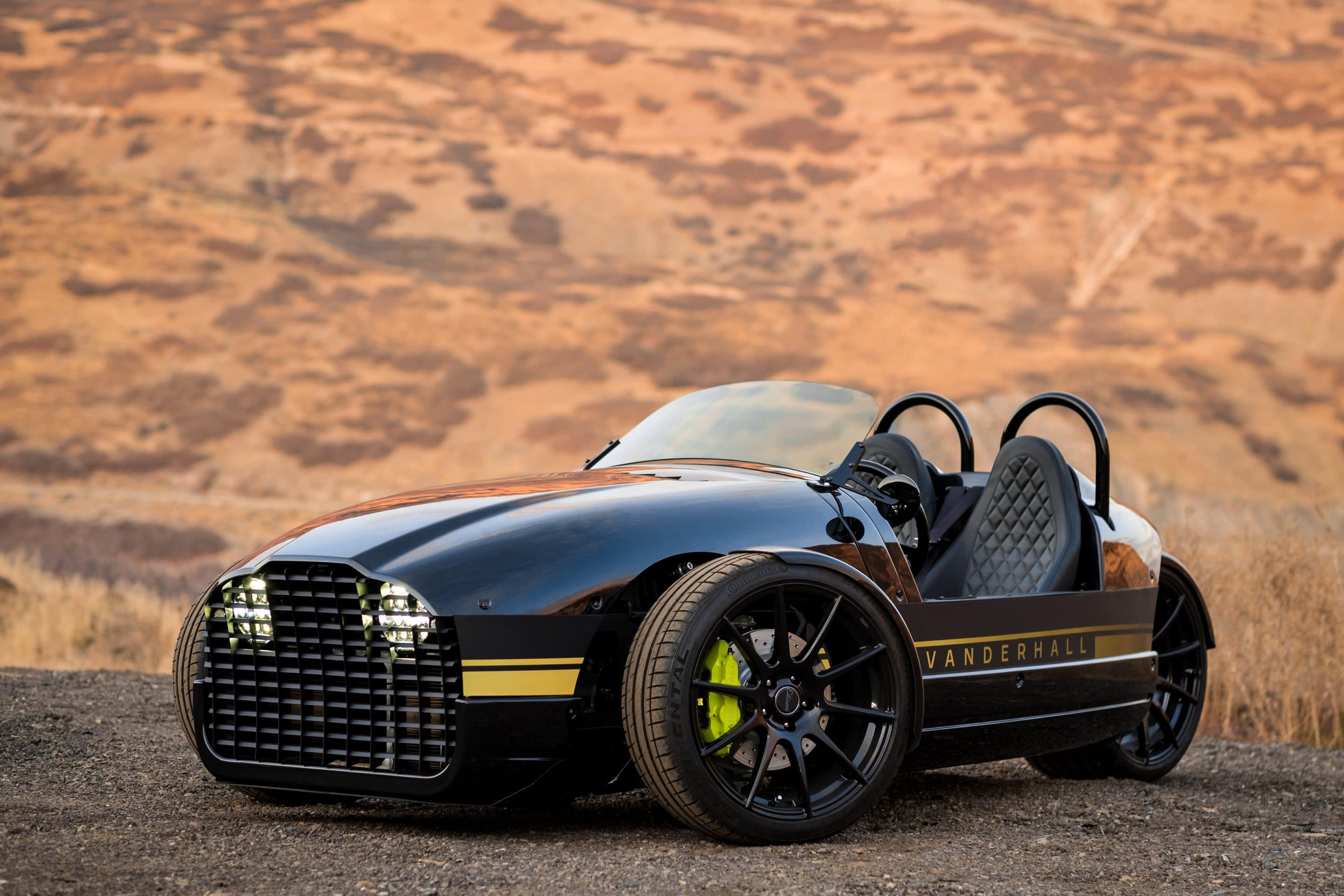
Vanderhall Motor Works
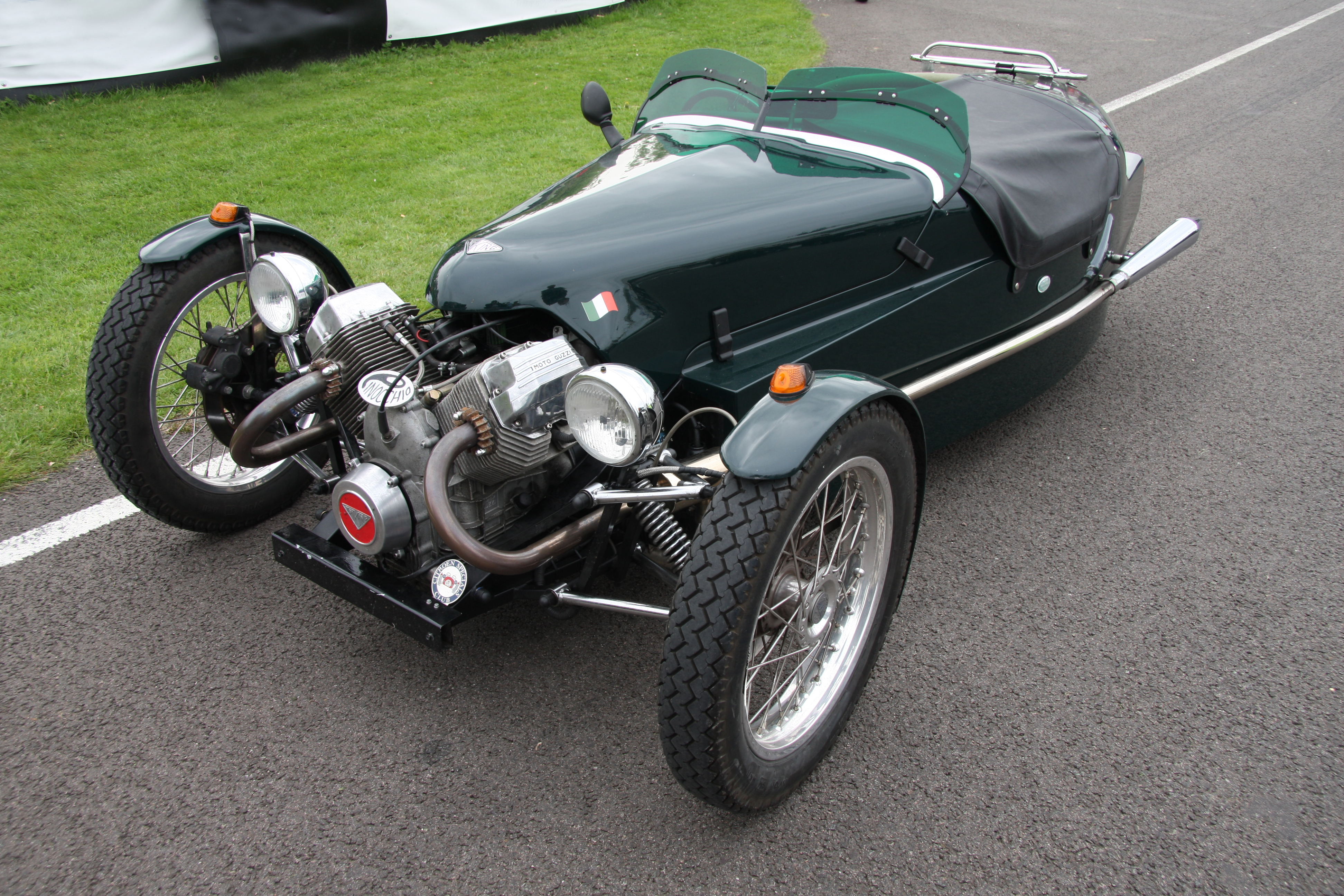
Triking
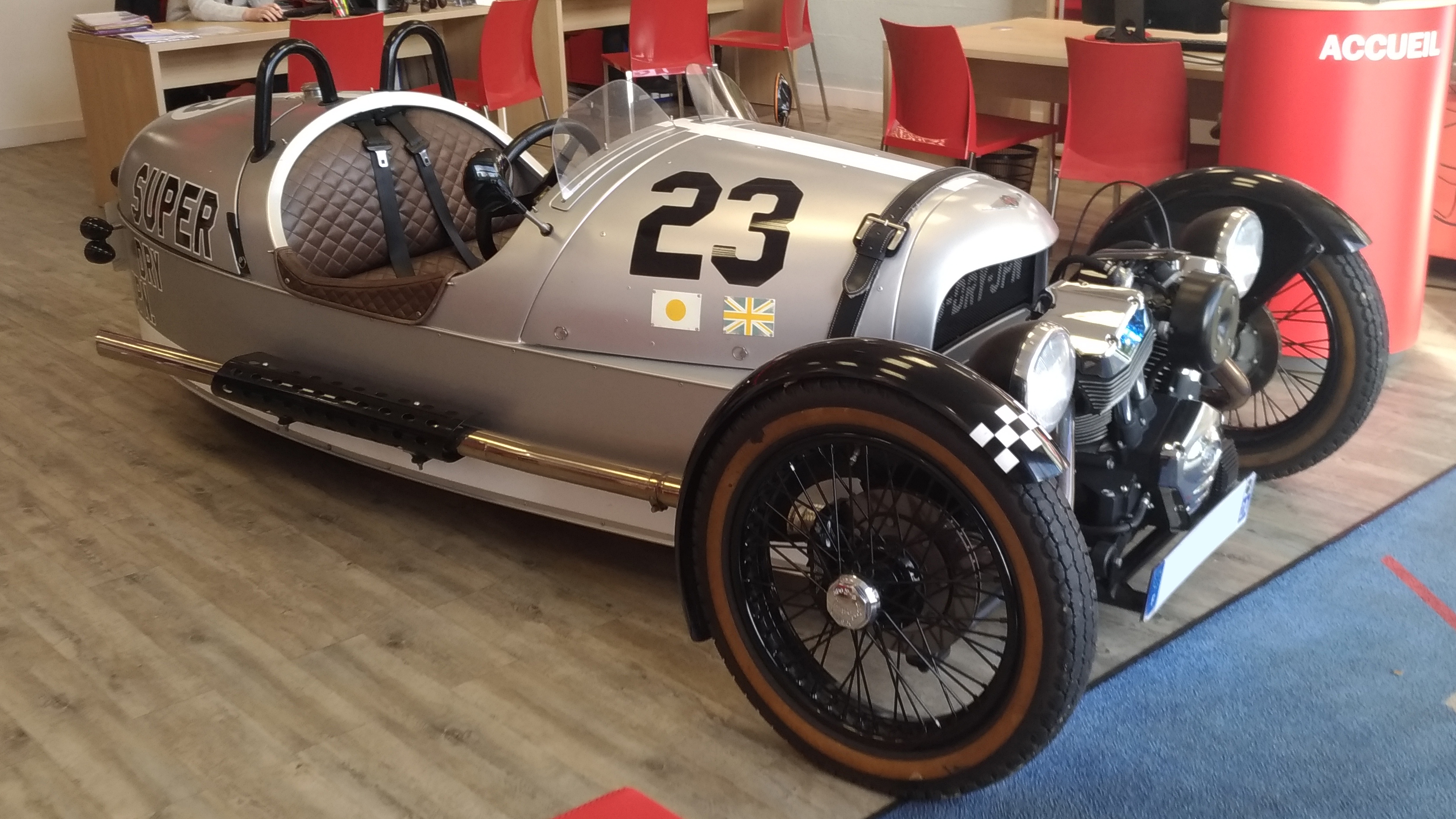
Morgan 3-Wheeler
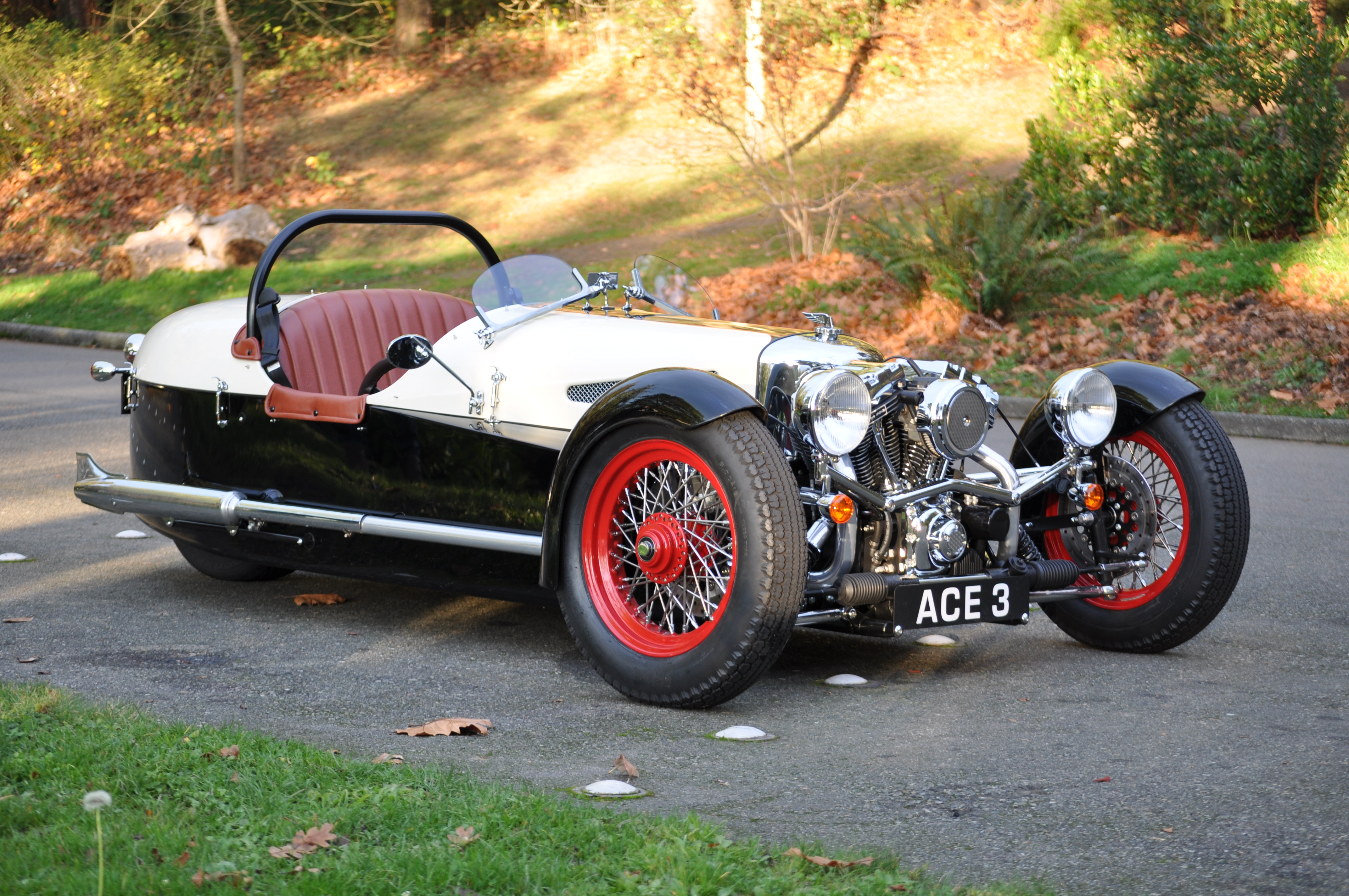
Liberty Ace

## Quelques marques ou prototypes de cyclecars

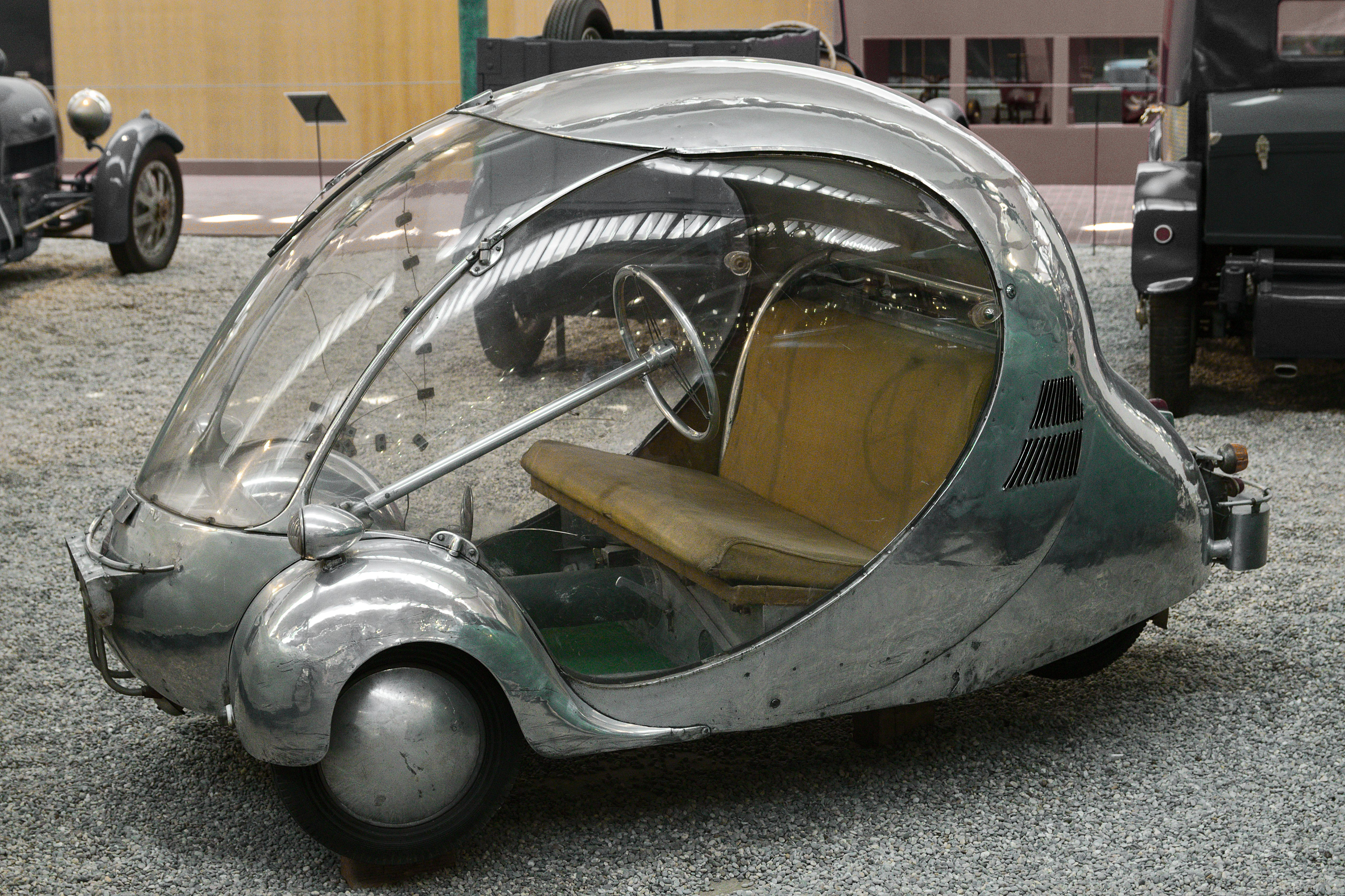
L'Œuf électrique du designer Paul Arzens (1938)

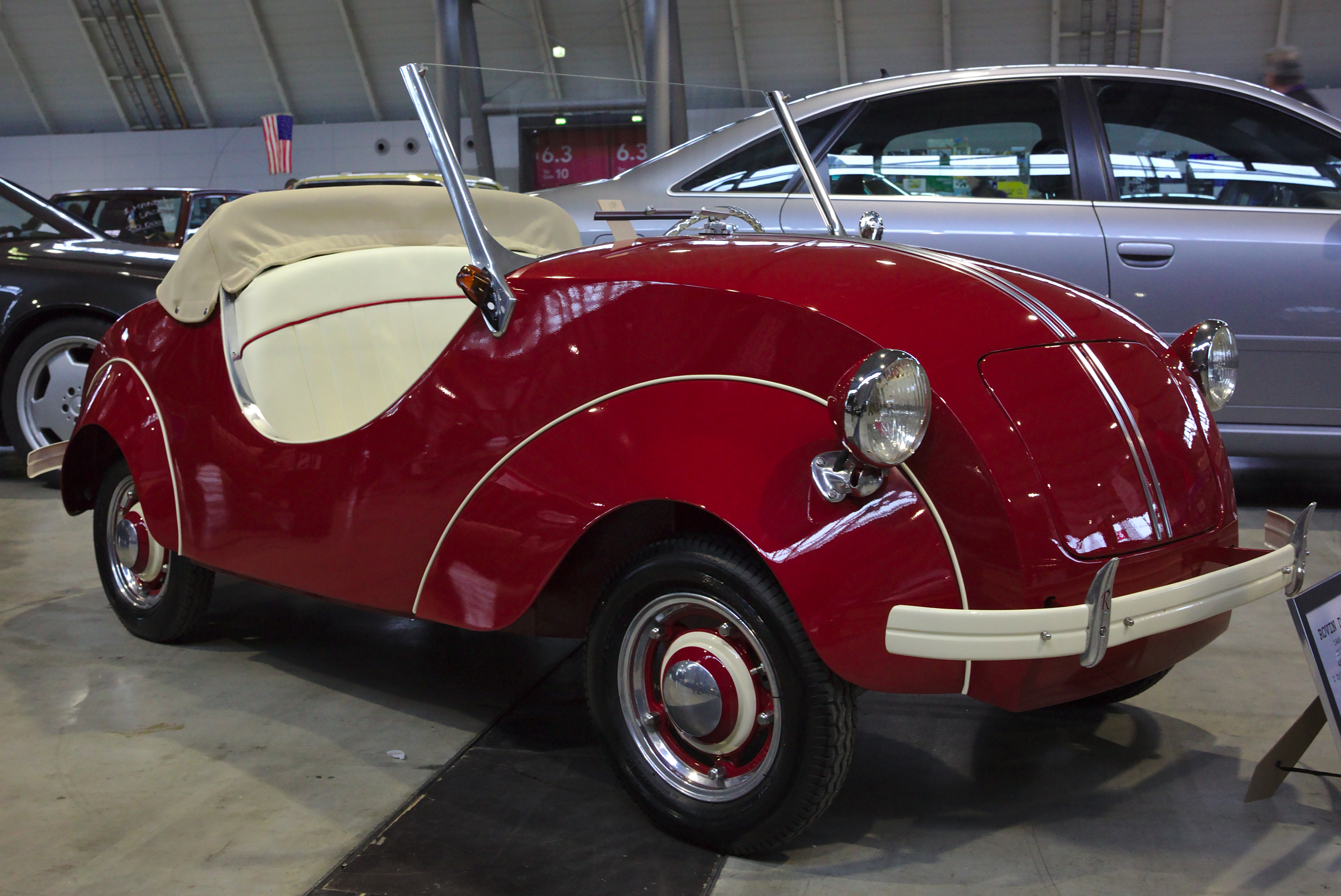
Rovin D2 (1949)

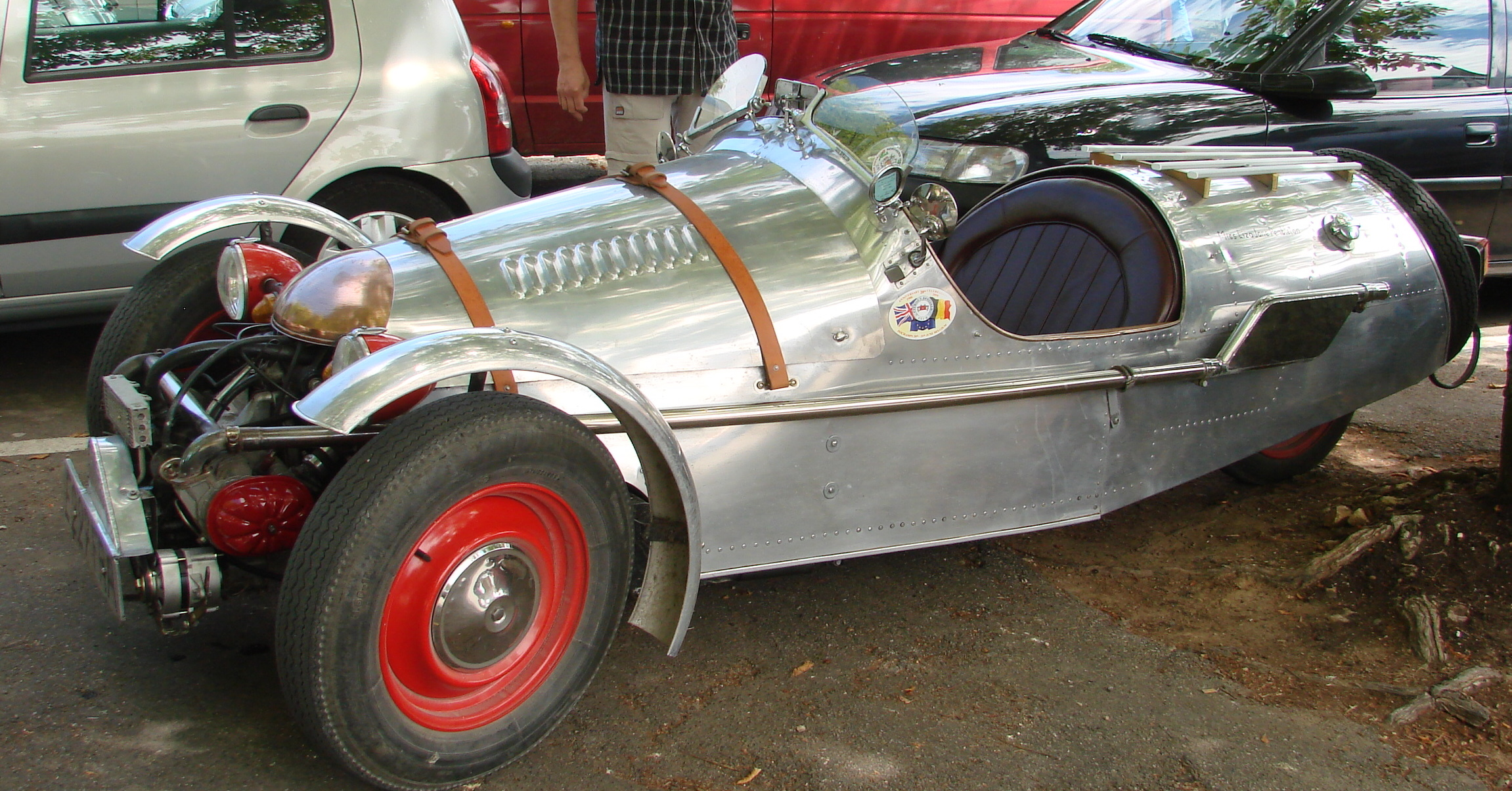
Kit car Citroën 2 CV cyclecar

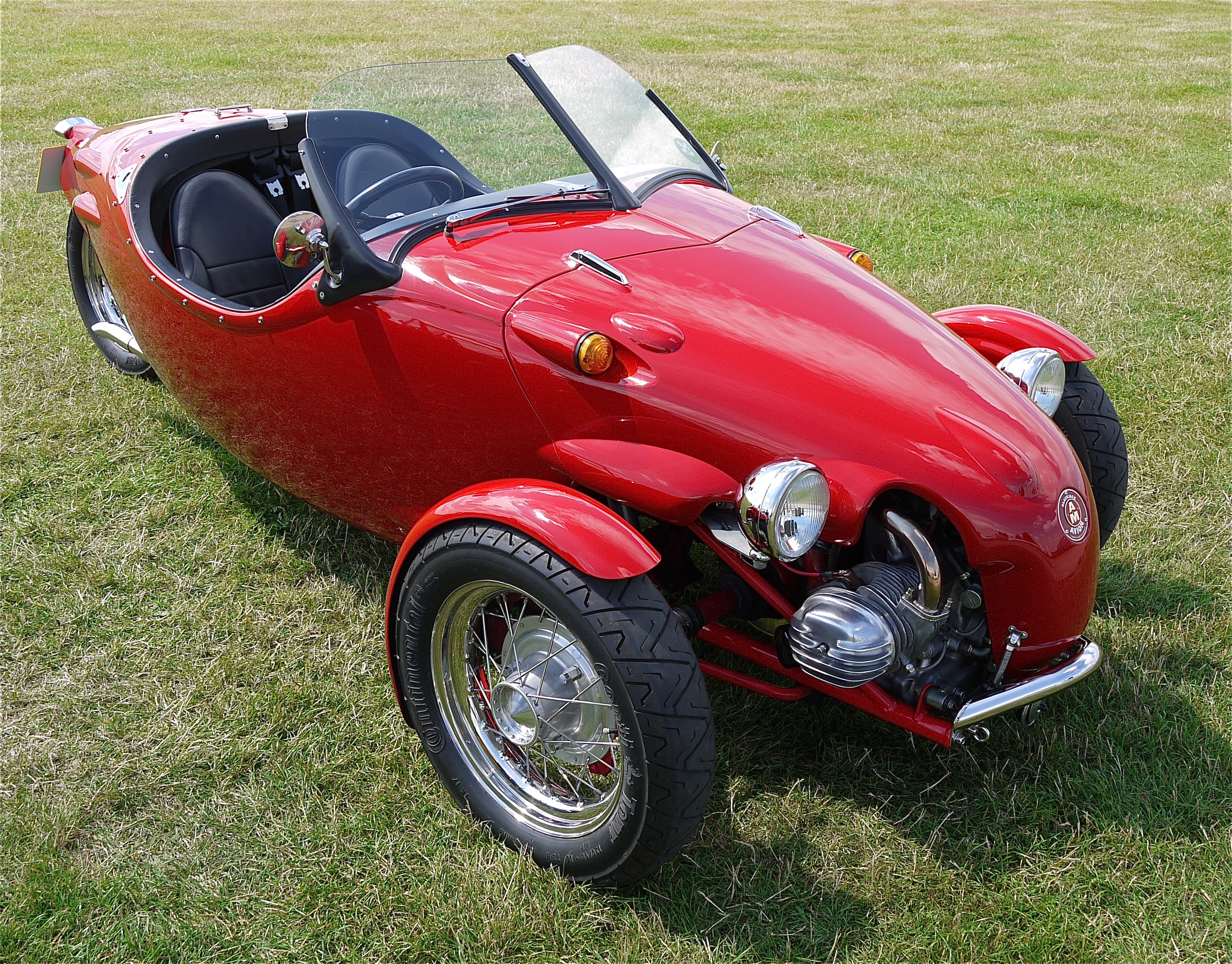
Blackjack Cars

- Amilcar
- Arimofa
- Bédélia
- Benjamin
- Benova
- Bi-Autogo
- BSA
- Blackjack Cars (en)
- Bugatti Type 19
- Le Carrosse
- Castle Three
- Britannia (cyclecar) (en)
- Castle Three
- Darmont
- Derby
- D'Yrsan
- GN
- Lafitte
- Maratuech
- Morgan
- Neander
- Nufmobil
- L'Œuf électrique
- Panhard Dynavia
- Red Bug
- Rivenc
- Rovin
- Salmson
- Sandford
- Sima-Violet
- Smith Flyer
- Sphinx Automobiles
- Triking
- Vanderhall Motor Works
- Violet-Bogey

## Quelques pilotes

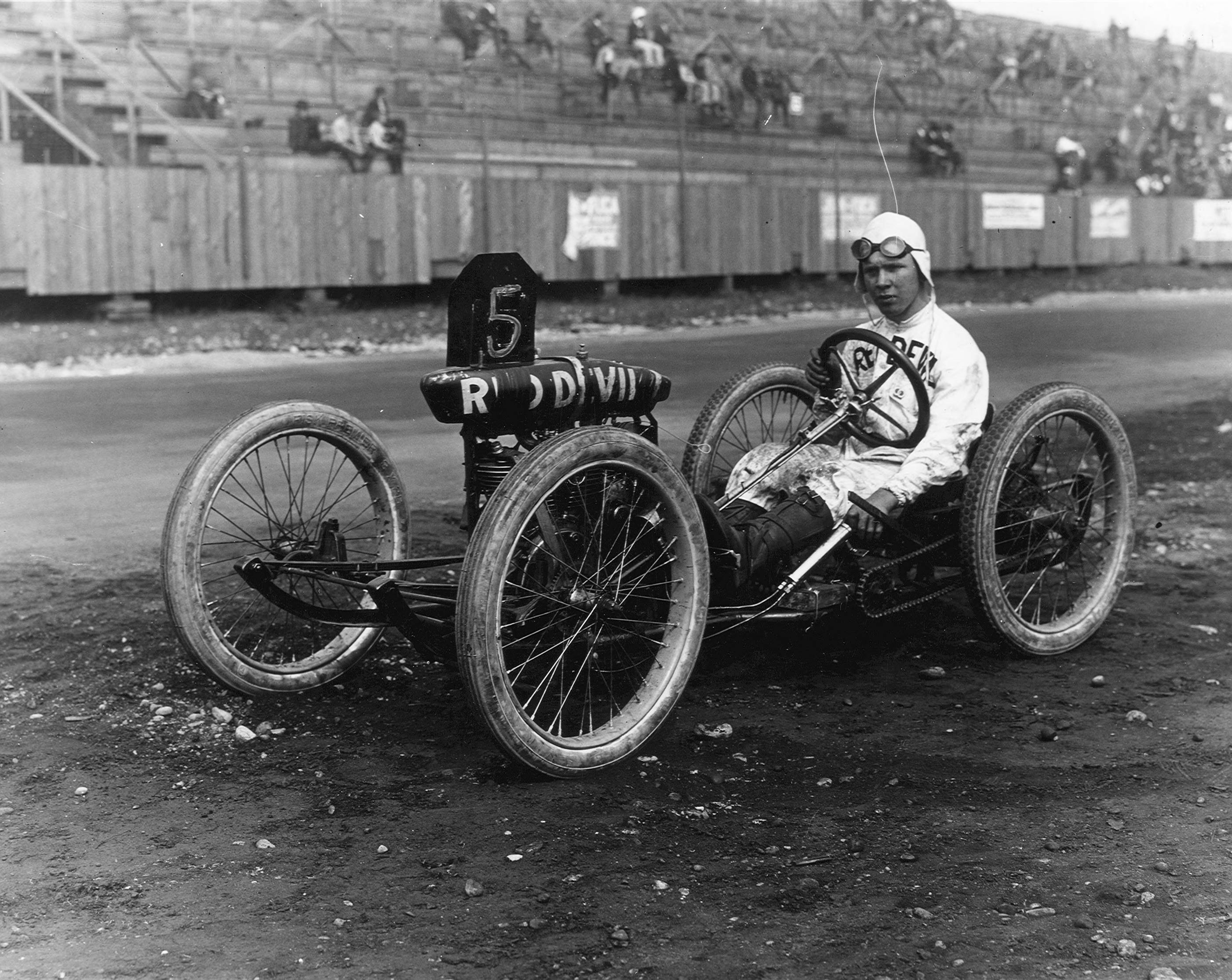
Walter Gossmann (1914)

Quelques en compétition
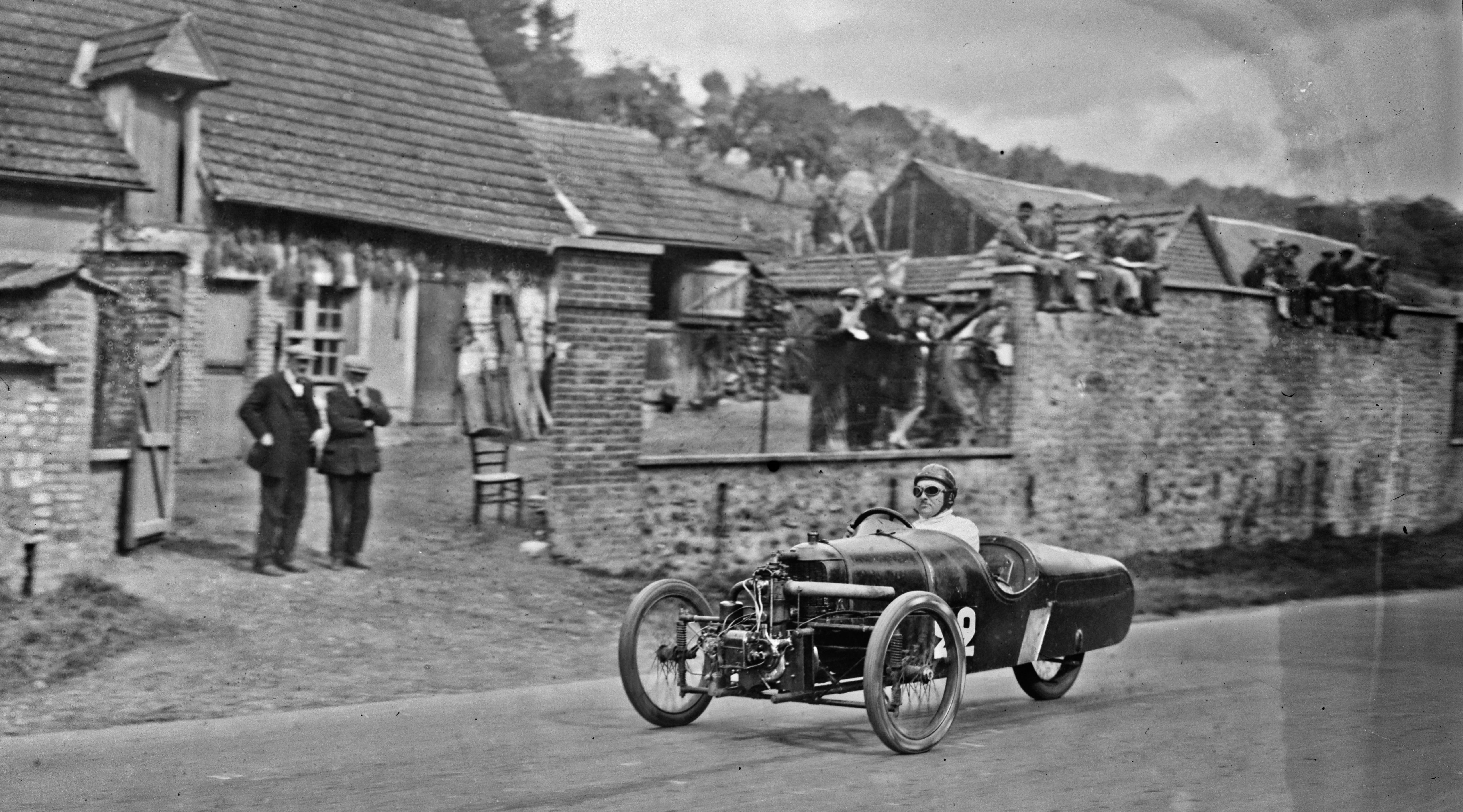
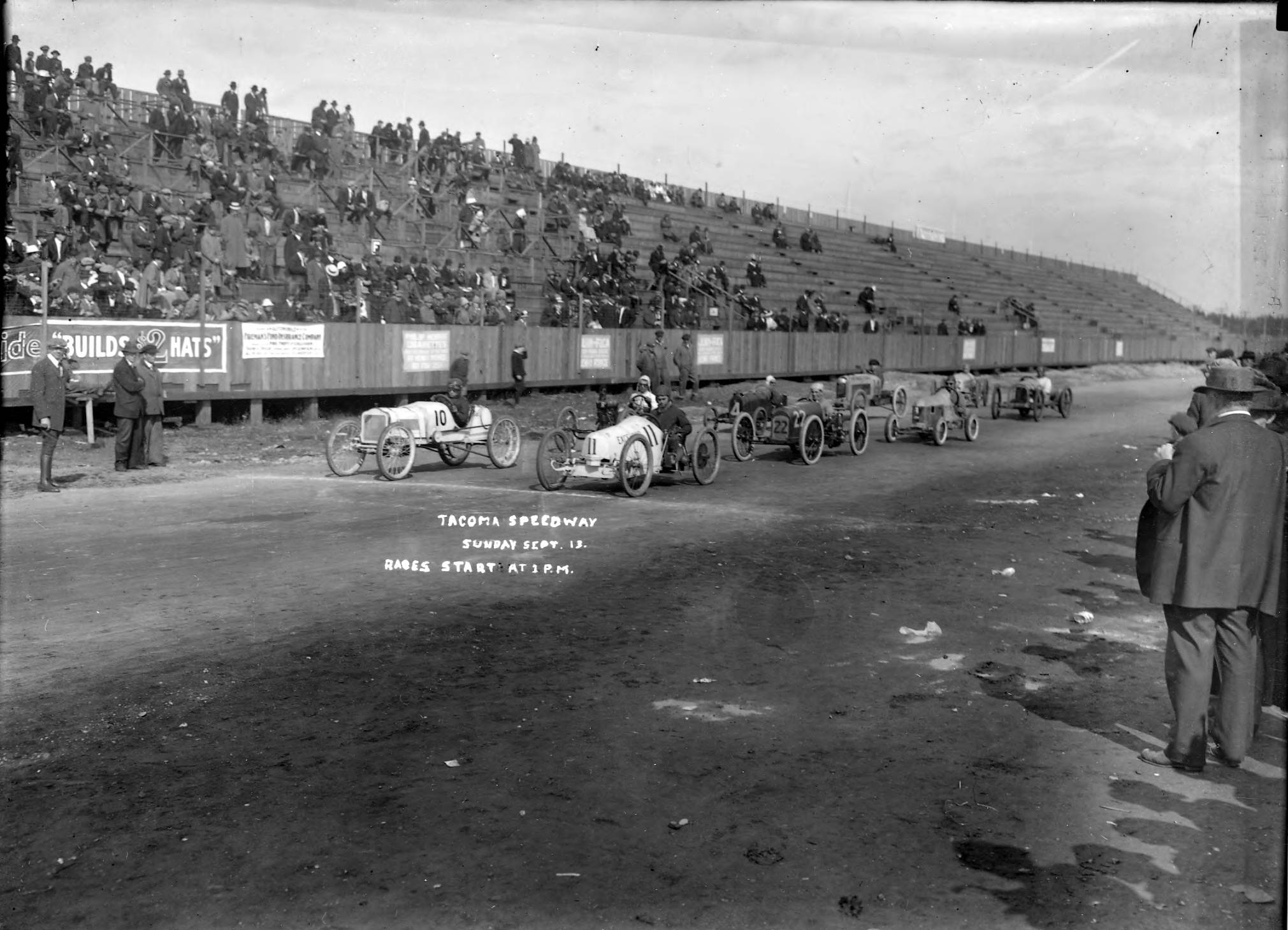
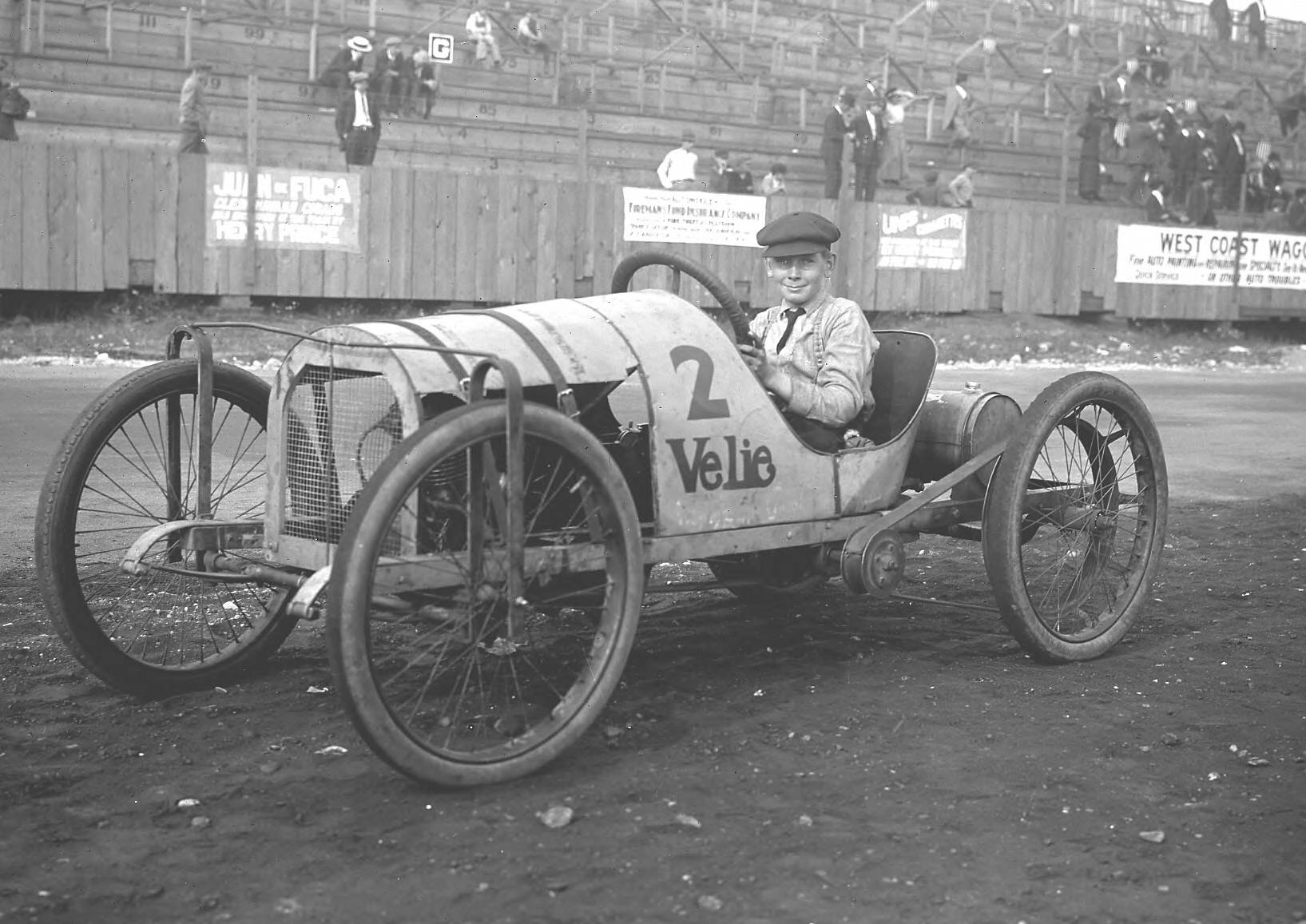
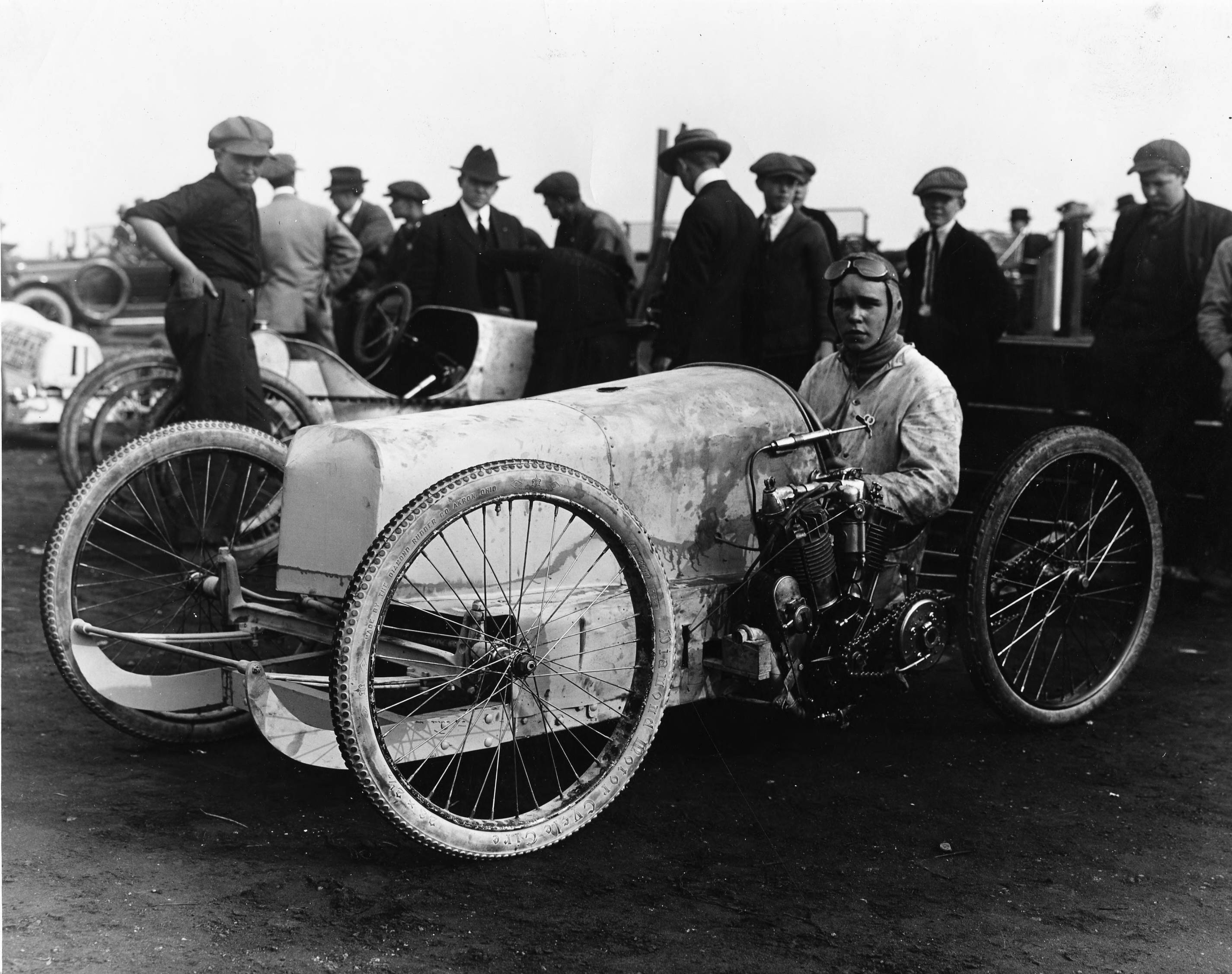

- Robert Benoist
- Lucien Desvaux
- Georges de Marotte
- André Morel
- Raoul de Rovin
- José Scaron
- Robert Sénéchal
- Gérard Dumas de Vaulx
- Marcel Violet

- Quelques modèles[Lesquels ?] en compétition